# Tabite or Not Tabite
Pour plus de détails, voir Fiche technique et Distribution.
Tabite or Not Tabite est un film marocain réalisé par Nabil Lahlou, sorti en 2006.

## Synopsis
Ali Brahma rentre pour la première fois au Maroc pour les funérailles de son père. Ce premier voyage au Maroc coïncide avec le déroulement du procès du commissaire Mustapha Tabite.
Dans l'avion qui le ramène, Ali Brahma fait la connaissance de Zakia Malik. Ensemble, ils vont se pencher sur le procès de Tabite pour écrire une pièce de théâtre et un scénario de film. L'histoire du film commence en 1992, se termine fin 2005.

## Fiche technique
- Titre original : Tabite or Not Tabite
- Réalisation : Nabyl Lahlou
- Scénario : Nabyl Lahlou
- Photographie : Mostapha Marjane
- Montage : Nabyl Lahlou
- Production : Nabyl Lahlou
- Société(s) de production : Loukkos films
- Pays d'origine :  Maroc
- Langue : arabe marocain, Français
- Budget : 170 000 dirhams
- Genre : Drame
- Durée : 132 minutes
- Date de sortie : 13 décembre 2006  Maroc

## Distribution
- Sophia Hadi
- Nabyl Lahlou
- Amal Ayouch
- Mourad Abderrahim
- Younes Megri
- Othmane Jennane
- Renaud Foisy
- Salim Berrada
- Mekki Mansouri
- Nadia Niazi
- Mohammed Belfakih

## Récompenses
- Prix du scénario au 9e Festival national du film marocain Tanger.

## Autour du film
- La famille Tabit a déposé une plainte pour interdire l'avant-première du film. Convoqué au tribunal de Rabat, le réalisateur a plaidé sa cause lui-même, argumentant sur le devoir de faire des films sur cette époque. la faconde légendaire de Nabyl Lahlou a dû convaincre Madame la juge puisque l'Avant-première s'est finalement tenue au Théâtre Mohamed V de Rabat[1].